# Veerdienst Lote - Anda

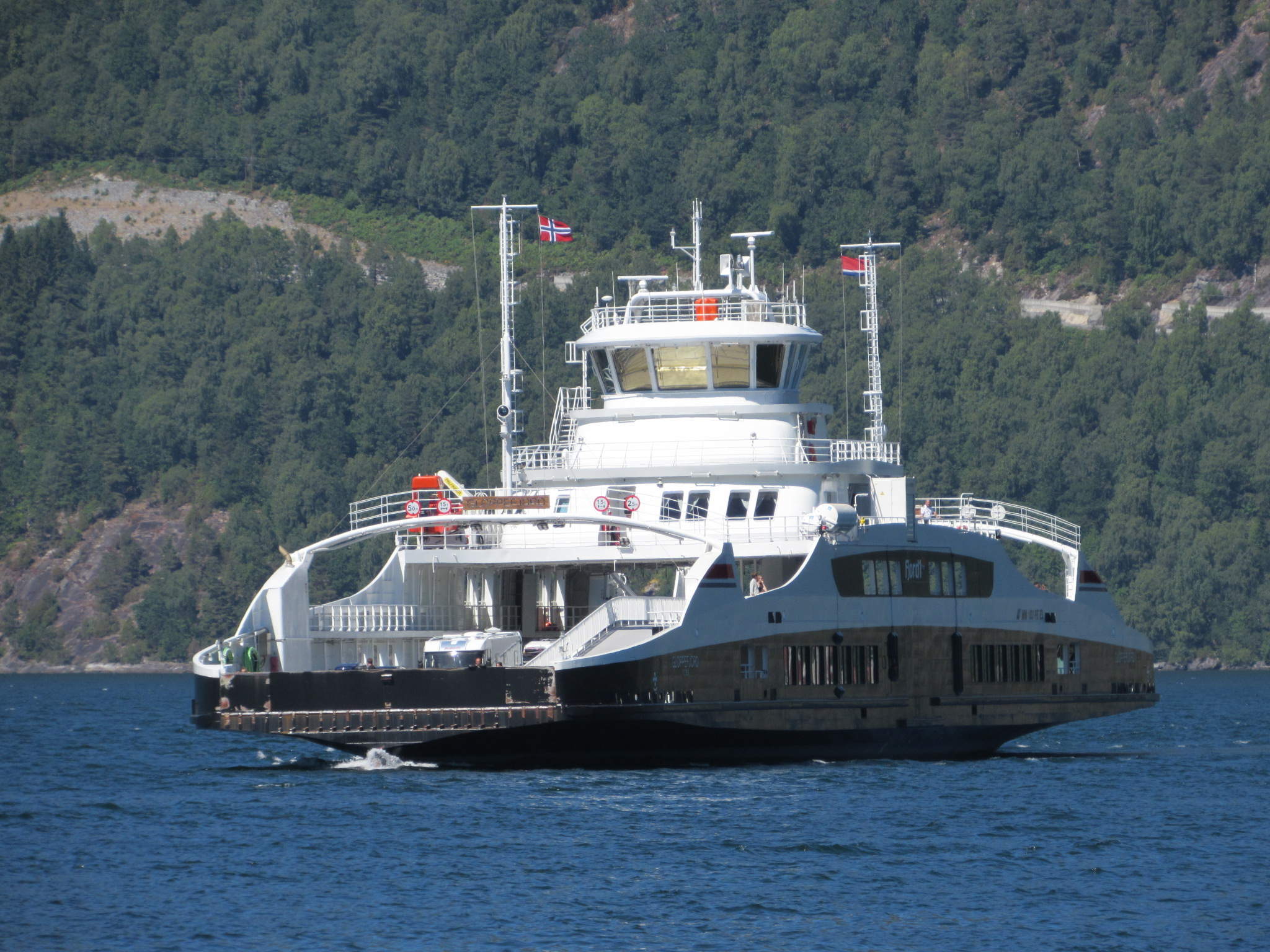
MF Gloppefjord

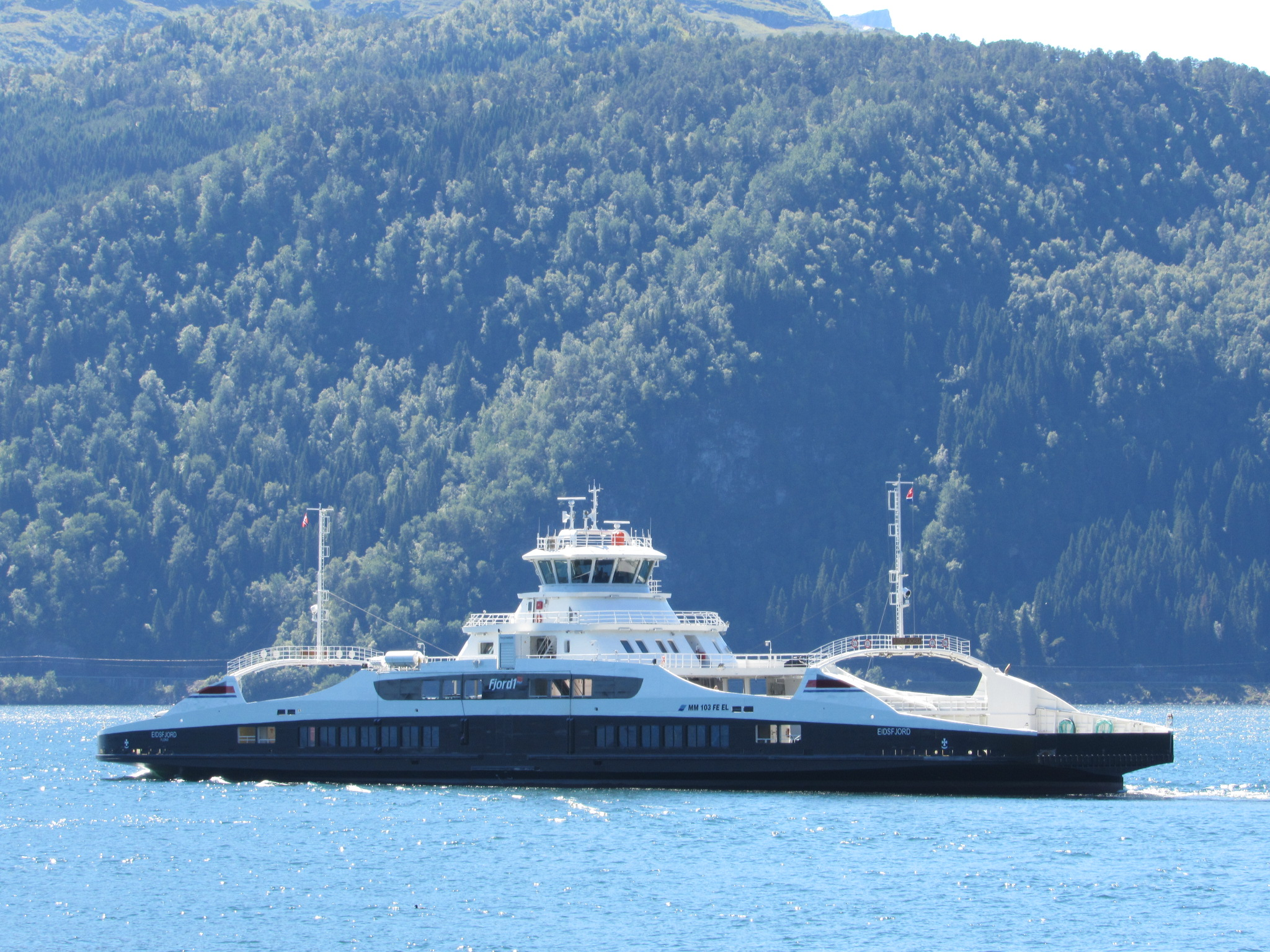
MF Eidsfjord

De veerdienst Lote - Anda is een veerverbinding in Noorwegen tussen de plaatsen Lote in de gemeente Eid en Anda in de gemeente Gloppen beide gelegen in de provincie Vestland aan weerszijden van het Nordfjord. De verbinding is onderdeel van de E 39. De overtocht van ongeveer 2 kilometer duurt zo'n 11 minuten. De eerste boot voer in 1968. De verbinding wordt geëxploiteerd door de rederij Fjord1. Sinds 2019 is de verbinding opgenomen in het AutoPASS betaalsysteem.